# Elin Pelin
Pour les articles homonymes, voir Elin Pelin (homonymie).
Elin Pelin (en bulgare : Елин Пелин), né le 18 juillet 1877 à Bailovo (Bulgarie) et décédé le 3 décembre 1949 à Sofia, est un écrivain-conteur de référence dans la littérature bulgare.

## Biographie
Dimitar Ivanov Stoyanov, plus connu sous le pseudonyme Elin Pelin, est né le 18 juillet 1877 à Bailovo dans la province de Sofia en Bulgarie. Enfant, il est passionné de lecture et dès l’adolescence il publie des récits  dans de nombreuses revues, atteignant dès l’âge de 20 ans une grande popularité. Il suit le parcours commun à de nombreux écrivains bulgares de son époque, en commençant comme instituteur dans les villages, où il organise des centres culturels et collabore activement à de nombreux journaux et revues littéraires ; il est le fondateur et rédacteur de quelques-uns d’entre eux comme Selska razgovorka (« paroles paysannes »'), Balgaran (« de Bulgarie ») et s’occupe de l’édition de quelques périodiques pour enfants Svetulka (« ver luisant »), Pateka (« le sentier »). Durant son séjour en France il reprend ses études, et, de retour en Bulgarie, il devient bibliothécaire à la Bibliothèque nationale de Sofia et conservateur du musée I.Vazov. En 1940, il est élu président de l’union des écrivains bulgares.
Il meurt à Sofia le 3 décembre 1949.

## Genres
Fables paysannes, contes pour enfants et adultes.

## Une fable: les trois gars de la ville
« Il était une fois un vieux saule pleureur, tout courbé par le poids des ans, vieillard fatigué qui s’inclinait au-dessus d’une profonde rivière.
Par là vinrent à passer trois jeunes citadins à l’air déluré. À la vue du saule, ils s’arrêtèrent et se mirent à deviser.
"À votre avis, que fait ce vieillard au bord d’une eau si limpide ?"
"Il a l’air d’avoir soif !"
"Donnons-lui à boire !"
"Mais nous n’avons pas de seau, comment allons-nous faire ?"
Le plus futé des trois dit alors :
"Je vais attraper une branche du saule, m’y suspendre, et l’un de vous s’agrippera à mes jambes, puis le troisième à son tour s’accrochera aux autres. Ainsi, en pesant de tout notre poids, nous inclinerons le saule vers l’eau."
Ainsi fut fait.
Le plus futé attrapa une branche et s’y suspendit. Le second attrapa les jambes du premier, et le troisième s’accrocha à celles du deuxième.
Sous le poids des trois garçons, le saule commença à fléchir. Mais les mains du premier se mirent à glisser et la situation devint dangereuse.
"Tiens bon, petit frère – cria l’un des deux autres – Crache dans tes mains !"
Les trois garçons se cramponnaient de toutes leurs forces, le premier lâcha sa prise et cracha dans ses mains.
Et… plouf ! Dans une gerbe d’eau le trio si malin se retrouva dans la rivière et y disparut ».

## Analyse et tendances

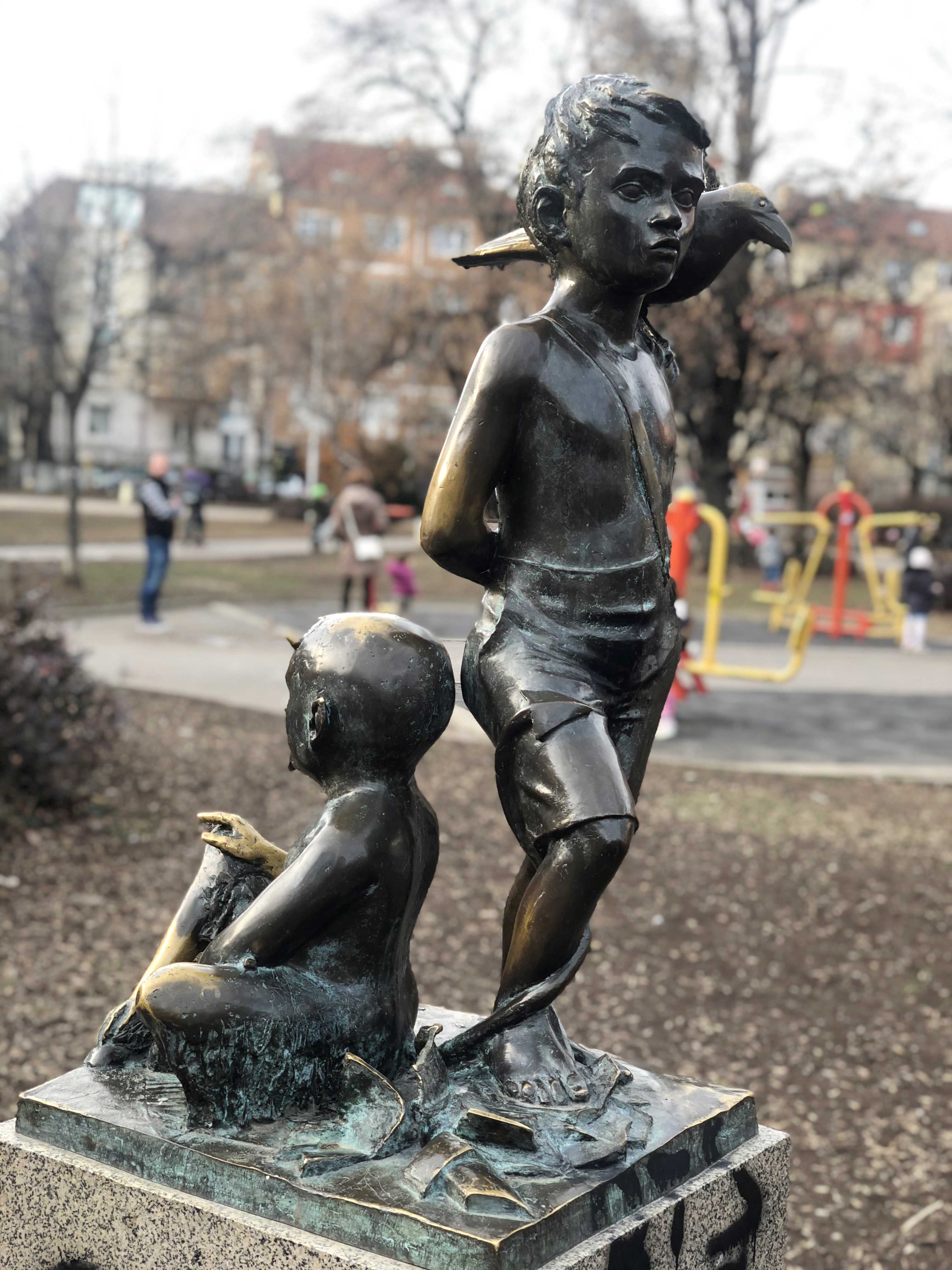
Jan Bibijan et le Devil Fut (2006),, composition sculpturale de Nikolai Nikolov-Zikov, Sofia

Considéré comme le meilleur narrateur et témoin de la vie rurale de sa génération, Elin Pelin crée une galerie de personnages inoubliables, qui feront bien vite partie de l’imagerie populaire nationale. Observateur attentif et tendre, il sait recréer l’atmosphère paysanne dans toute sa dimension, l’espace d’un conte bref qui fut son genre de prédilection. Son œuvre doit sa renommée à un réalisme sincère, non dépourvu de notes lyriques, et à un style narratif très particulier, haut en couleur et en lumière. Dans ses personnages se reflète l’essence même de la Bulgarie paysanne et l’esprit affûté du paysan, parfois débonnaire, parfois burlesque, même dans les moments les plus tristes ou les plus difficiles.
Outre de nombreux contes, Elin Pelin a écrit deux courts romans : Geracite et Zemja dans lesquels il décrit les profonds changements survenus dans le village cher à son cœur. Dans Geracite, considéré comme l’un des chefs-d’œuvre de la littérature bulgare du XIXe siècle, il confronte le milieu paysan à celui de la ville. L’environnement citadin y est décrit comme une source de menaces et de dégénérescence. Le roman donne un ample et suggestif témoignage du déclin du monde patriarcal traditionnel, fondé sur l’unité familiale et l’amour de la terre.

« J’ai simplement cherché à être vrai en décrivant quelque chose que je connaissais. J’ai raconté notre village, parce que c’est ce que je connais le mieux, et que c’est là que j’ai grandi. J’ai raconté la vie et les gens, je ne pouvais taire leurs souffrances et leurs fatigues »

— Elin Pelin, 1948.